# نايل بركات
الدكتور نايل بركات محمد (1922 ـ 2000) أحد رواد علم البصريات الفيزيقية في مصر. ولد بالقاهرة في سنة 1922 وحصل على بكالوريوس العلوم من جامعة القاهرة (فؤاد الأول آنذاك). تولى عمادة كلية العلوم بجامعة عين شمس سنة 1971. زميل معهد الطبيعة بإنجلترا سنة 1973.

## تدرجه العلمي
حصل نايل بركات على درجة الدكتوراه في فلسفة العلوم من جامعة لندن سنة 1951، ثم عاد إلى مصر باحثا ومدرساً أكاديمياً في مجال الضوء والطيف التطبيقي وبصريات الليزر وبصريات الألياف وتطبيقات طرق التداخل الضوئي لدراسة الألياف البصرية المستخدمة في التراسل الضوئي ونقل الصور.
أشرف بركات علي 63 رسالة ماجستير وخمس عشرة رسالة دكتوراه في علم البصريات، ومنحته جامعة لندن درجة دكتوراة العلوم سنة 1992، ليكون رابع مصري ـ أولهم د. مصطفي مشرفة ـ يحصل علي هذه الدرجة العلمية من جامعة لندن.

## الجوائز والتكريمات التي حصل عليها
- جائزة الدولة التشجيعية في الفيزياء ـ مرتان (1959 و1965).
- وسام العلوم والفنون من الطبقة الأولى (1959)
- وسام العلوم والفنون 1965.
- وسام الجمهورية من الطبقة الثانية عامي 1975 و1982[1]
- وسام الجمهورية من حكومة ألمانيا الاتحادية سنة 1981.
- جائزة الدولة التقديرية (1990)[1]
- جائزة مبارك للعلوم (يوليو 2000).[1]

## من مؤلفاته وكتاباته باللغة العربية
- الليزر بين النظرية والتطبيق.
- التداخل الضوئي والألياف (بالاشتراك مع الدكتور أمين حمزة)

كما كانت له عدة مقالات في جريدة الأهرام، تحدث فيها عن قضايا علمية متنوعة.